# Bahri Beci
Bahri Beci, född den 6 mars 1936 i Shkodra i Albanien, död 20 augusti 2023 i Paris i Frankrike, var en albansk forskare och lingvist.
Bahri Beci studerade vid universitetet i Tirana från 1954 till 1958 och var därefter verksam vid Institutet för lingvistik och litteratur. 1966 avskedades han av politiska orsaker och fick istället bli lärare vid en skola i norra delen av landet. 1969 kom han tillbaka till samma institut och var dess direktör åren 1993-1997, under Sali Berishas regeringstid. Bahri Beci studerade även i Frankrike åren 1975-1977 och utvandrade 1997 till Paris där han har varit verksam som lärare i albanska språket vid ett franskt institut för orientaliska språk och kulturer.
Bahri Beci har givit ut många böcker om albanska språket och dess dialekter. Han haft stor betydelse i arbetet med att återuppliva det litterära språket på den gegiska dialekten (nordalbanskan).